# Toril
Toril este un oraș din Spania, situat în provincia Cáceres din comunitatea autonomă Extremadura. Are o populație de 196 de locuitori (2007).